# Аленичев, Семён Андреевич
Семён Андреевич Аленичев (1883, Пушкино, Тамбовская губерния — 1947, Пушкино, Воронежская область) — русский офицер, участник Первой мировой войны. Полный Георгиевский кавалер.

## Биография
С. А. Аленичев родился в с. Пушкино Усманского уезда Тамбовской губернии (ныне — в Добринском районе Липецкой области) в крестьянской семье. Окончил церковно-приходскую школу.
Призван в армию. 1 декабря 1905 года зачислен в 26-й Сибирский стрелковый полк 7-й Сибирской дивизии .
В 1906 году он был произведен в младшие унтер-офицеры.
Оставшись на сверхсрочной службе, занимая должность младшего офицера, окончил в августе 1909 года школу подпрапорщиков. 9 декабря 1909 года получил чин подпрапорщика. В 1913 году удостоен серебряной медали «За усердие».
С началом Первой мировой войны на фронте. Проявил себя «…в бою 19 сентября 1914 года, когда был убит командир батальона капитан Вахнин, донес, что он убит и тело его распорядился убрать с линии из-под огня неприятеля…». 11 ноября 1914 года, когда был ранен ротный командир подпоручик Бильдзюкевич, принял командование ротой и во время боя привел ее в порядок.

Аленичев отличился также в боях под деревней Крупинок, когда «…отправился на разведку с разведчиками 3-го батальона, и, несмотря на огонь, продолжал исследовать местность и дал ценные сведения о противнике…». 
Командир полка 25 октября 1915 г. писал начальнику 7 Сибирской стрелковой дивизии: «…Аленичев в эту кампанию зарекомендовал себя бесстрашным героем; обладая быстрой сообразительностью и поразительным хладнокровием в бою, он в самые трудные минуты с успехом выполнял возложенные на него поручения и не один раз заменял в боях офицеров. Нахожу, что подпрапорщик Аленичев вполне заслуживает просимого и соответствует званию офицера. В эту войну он награждён Георгиевским крестом 4-й и 3-й степеней, Георгиевской медалью 4-й степени и представлен к Георгиевским крестам 1-й и 2-й степеней». 
Приказом Главнокомандующего армиями Западного фронта от 14 ноября 1915 г. С. А. Аленичев произведён в прапорщики.
В ноябре 1916 г. Семёна Андреевича включен в состав сводной роты Георгиевских кавалеров на парад по случаю полкового праздника.
В марте 1917 г. произведён в подпоручики. Вскоре Аленичев был произведён в поручики.
В июне 1917 г. он был избран председателем ротного суда.
21 июля 1917 произведён в чин штабс-капитана. В сентябре 1917 г. «по болезни и ранениям» отправлен в отставку.
Вернулся в родное село. Работал в железнодорожных войсках на станции Грязи, сопровождал различные грузы. В годы Великой Отечественной войны около двух лет был председателем колхоза «Пролетарий». Умер С. А. Аленичев в 1947 году. Похоронен в селе Пушкино. Могила сохранилась.

## Награды
- 1913 — серебряная медаль «За усердие»[1].
- 1914 — Георгиевский крест IV степени за № 28480[6]
- 1914 — Георгиевский крест III степени за № 16122[3]
- 1915 — орден Анны 3-й степени
- 1915 — Георгиевский крест II степени
- 1915 — Георгиевский крест I степени за № 2451[7]